# Vorplanung
Die Vorplanung kennzeichnet die zweite Leistungsphase (LP2) der HOAI und ist Teil der Vorbereitung einer Entwurfsplanung. Sie folgt auf die Leistungsphase 1 (Grundlagenermittlung) und behandelt eine Grundlagenanalyse, die Abstimmung der Aufgabenstellung und die Erarbeitung eines Planungskonzeptes.
Das Planungskonzept wird grob mit Hilfe von Strichskizzen und Erläuterungen dargestellt. Eine weitere Verfeinerung und Konkretisierung erfolgt dann in der Leistungsphase der Entwurfsplanung.
In der Phase der Vorplanung werden die Behörden erstmals kontaktiert und die Genehmigungsfähigkeit geprüft.
Neben der eigentlichen Vorplanung ist auch eine Kostenschätzung anzufertigen, die Rechenschaft über die zu erwartenden Kosten ablegt. Um eine aussagekräftige Kostenschätzung aufstellen zu können, müssen in der Phase der Vorplanung bereits Eigenschaften, wie beispielsweise der Ausstattungsstandard oder die Brutto-Grundfläche, bekannt sein. 